# Romstar
Romstar Inc. була компанією з розповсюдження відеоігор, що базувалася в Торрансі, штат Каліфорнія, яка розпочала свою діяльність у 1984 році. Спочатку вона була першим американським дистриб'юторським підрозділом SNK (до заснування SNK of America в 1987 році). Вони були відомі тим, що ліцензували аркадні ігри від великих виробників для розповсюдження. Серед клієнтів Romstar були Taito, Capcom, SNK, Toaplan та Seta. Вони також робили ігри для Nintendo Entertainment System, Super Nintendo Entertainment System та Game Boy. Подальша доля компанії не відома. Ігри продовжували виходити під назвою Romstar щонайменше до 1994 року (Goofy Hoops). У 1993 році вона також співпрацює з Capcom для створення Game Star (також відомої як GameStar Inc.), електромеханічної фабрики в Арлінгтон-Хайтс, штат Іллінойс, в якій Romstar володіла 30% акцій. У 1995 році Capcom пізніше повністю перейме Game Star і створить Capcom Coin-Op, виробника пінболів. 
Ключовий персонал Romstar, Такахіто Ясукі, Рон Черни та Дерріл Вільямс, пізніше заснували компанії Atrativa Games та Playphone, які займаються розвагами для мобільних телефонів. Playphone була придбана компанією GungHo Online Entertainment у жовтні 2014 року 

## Список ігор, які розповсюджує Romstar

### Ліцензія від Taito
- Tiger Heli (розроблено компанією Toaplan)
- Arkanoid
- Bubble Bobble
- Arkanoid: Revenge of DOH
- Twin Cobra (розроблено компанією Toaplan)
- Sky Shark (розроблено компанією Toaplan)
- Empire City: 1931 (розроблено компанією Seibu Kaihatsu)
- Aqua Jack
- Twin Eagle (розроблено компанією Seta, NES version)
- Battle Lane Vol. 5 (розроблено компанією Technos)
- Final Blow
- Rally Bike (розроблено компанією Toaplan, NES)
- Top Speed
- Kageki (розроблено компанією Kaneko)
- Tokio
- China Gate (розроблено компанією Technos)
- Thundercade (розроблено компанією Seta)
- Super Qix (розроблено компанією Kaneko)
- The Ninja Warriors
- Kickstart
- Great Swordsman (розроблено компанією Allumer)
- Tournament Arkanoid

### Ліцензія Capcom
- 1942 (також розповсюджується компанією Williams)
- Ghosts 'n Goblins (також розповсюджується компанією Taito)
- Side Arms: Hyper Dyne
- Trojan
- Black Tiger
- Gun.Smoke
- Tiger Road
- F-1 Dream
- The King of Dragons
- Varth: Operation Thunderstorm
- SonSon

### Ліцензія РНК
- Baseball Stars 2 (NES version)
- Time Soldiers (розроблено компанією Alpha Denshi)
- Sky Soldiers (розроблено компанією Alpha Denshi)
- Gold Medalist (розроблено компанією Alpha Denshi)
- Neo Geo (One-slot conversion kit version)

### Ліцензія від Seta
- Castle of Dragon (розроблено компанією Athena)
- DownTown
- Caliber .50
- Thunder &amp; Lightning (розроблено компанією Visco, NES)
- Meta Fox (розроблено компанією Jorudan)
- Nolan Ryan's Baseball (SNES)

### Ліцензія Toaplan
- Out Zone
- Snow Bros.
- Fire Shark

### інші
- Double Dragon II: The Revenge (розробник Technos )
- Bloody Wolf (розробник Data East )
- Flashgal (розроблено Kyugo, опубліковано Sega )
- Skeet Shot (розроблено Dynamo, найкраща нова відеогра в аркадних чартах RePlay у грудні 1991 року ) [4]
- Popshot (прототип, розроблений Динамо)
- World Bowling (розроблено Athena, Game Boy)
- Чемпіонат з боулінгу (Arcade/NES)
- Cowboy Kid (розроблено Visco Games, NES)
- Чарівний дартс (NES)
- Рай для гурманів містера Чина (Game Boy)
- Torpedo Range (розроблено Seta, Game Boy)
- Goofy Hoops (викуп, частково базується на тому ж обладнанні, що й пінболі Capcom)